# بلکول (کامیونیتی)، ویسکانسین
بلکول (به انگلیسی: Blackwell) یک منطقهٔ مسکونی در ایالات متحده آمریکا است که در Blackwell واقع شده‌است. بلکول ۴۵۲٫۰۲ متر بالاتر از سطح دریا واقع شده‌است.